# 廖鴻基
廖鴻基（1957年11月11日—），臺灣文學作家。曾從事漁撈，執行鯨豚海上生態調查，規劃及推行賞鯨活動，籌創黑潮海洋文教基金會任創會董事長，創辦花蓮縣福爾摩沙協會任創會理事長。隨遠洋魷釣船遠航，執行繞島計畫，隨貨櫃船航行歐洲航線，執行黑潮101漂流計畫，執行拜訪太平洋抹香鯨π計畫。美國休士頓台灣文物學會(THSH)講座，香港浸會大學「國際作家工作坊」訪校作家，海洋生物博物館駐館作家，国立東華大學駐校作家，靜宜大學訪校作家、｢夏日作家書房｣展示及講座，海洋大學駐校作家，新加坡文學論壇「文學四月天」主講作家，国立東華大學兼任授課教師，美東南區中華學人協會第四十屆年會暨21世紀智慧城市—科技與城市創新國際論壇及亞特蘭大華僑文教中心講座。
曾獲時報文學獎1993、1995年第16、18屆散文類評審獎，聯合報讀書人文學類1996、1997年最佳書獎，1996年吳濁流文學獎小說正獎，1998年第一屆台北文學獎文學年金，2003年第12屆賴和文學獎，2006年第12屆巫永福文學獎，2006年九歌年度散文獎，2011、2013年新加坡國家圖書館年度好文，2016年花蓮縣文化薪傳獎 (文學類) ，2018年「當代（1997-2017）臺灣十大散文家」（「鹽分地帶文學」雙月刊主辦），2018年「國立花蓮高中第二屆傑出校友」，2019年法蘭克福書展邀訪作家，2019年第41屆吳三連獎「文學獎散文類」，2020年法蘭克福數位書展_臺灣館推薦作家，2022年九歌年度小說獎，2024年第一屆「海洋委員會海洋文化獎」，2024年教育部社會教育終身奉獻獎。

## 經歷
廖鴻基(Liao Hung-Chi)，出生於1957年，台灣花蓮市人，花蓮高中畢業。曾經做過水泥公司採購員，也曾經到印尼養蝦。
1992年，不顧親友的異樣眼光，成為職業討海人，並且開始寫作。
1996年，提出「花蓮海域鯨豚調查計畫」，受「洄瀾有線電視台」、《自由時報》資助，以及向晨星出版社預支版稅，自行籌募計劃經費，組成「台灣尋鯨小組」，以「漁津6號」鏢漁船為工作船，自6月25日至9月5日在台灣東部海域從事鯨類海上調查，調查計畫為期2個月又11天，合計30個工作航次，合計記錄了8種鯨豚。小組裡其他成員包括漁民、影像工作者以及文字工作者。
1997年的冬季，為了成立海洋文教基金會，四處奔走，籌募基金。
1998年4月，「黑潮海洋文教基金會」成立，擔任創會董事長；2022年，「花蓮縣福爾摩沙協會」成立，擔任創會理事長。繼續致力於台灣海洋環境、生態及文化工作。
生長在靠海的花蓮，捕魚曾是廖鴻基的職業，海洋是廖鴻基安身立命的天地，海洋既是他生命中不可脫溢而出的軌道，也是他創作的源頭。
多年討海人的生涯，廖鴻基和海洋的關係已經從漁夫的身份變成朋友。
他的作品從描寫魚和人之間的互動關係作為出發點，進而發展出屬於自己和海洋的語言對話，他以豐富的海洋經驗和細膩敏銳的觀察，實地用文字和影像來為海洋作紀錄。
他曾經獲得時報文學獎、吳濁流文學獎、賴和文學獎等重要獎項。
代表作有《討海人》、《鯨生鯨世》、《來自深海》等。

## 創作的動機
自言因聽從友人陳列的一席話：「寫作沒有你想像的困難，只要將平日熟悉的事物記錄下來，你就是一個作家。」讓從未經過寫作訓練的廖鴻基熱烈的寫起文章。他其實並沒有思考這是否就是文學創作，也不操心所謂的寫作技巧，甚至鮮少閱讀文學作品。只是似乎有一股莫名的巨大力量驅策他以文字記述與海之間的對話和共舞，他努力地讓翻騰湧動於心中的潮浪流露出來。

## 書寫風格
蔣勳說：他的散文有寫小說的意圖，情節、懸疑、對話、戲劇性的張力，構成強烈的小說傾向。這段話源自1995年10月25日，蔣勳在〈鏗鏘擊撞的「鐵魚」〉一文中評論廖鴻基《討海人》的〈鐵魚〉：「顯然有寫小說的意圖，情節、懸疑、對話、戲劇性的張力，構成了這篇散文強烈的小說傾向。」

## 作品

### 資料整理
《環保花蓮》，花蓮洄瀾文教基金會，1995年5月1日出版

### 集體創作
1. 《台灣島巡禮》，聯合文學，2005年5月2日出版
2. 《划向大海 找到自己：2009、2010獨木舟環島紀實》，東村出版，2012年9月5日出版
3. 《地球的心跳》，幼獅文化，2013年6月1日出版
4. 《海洋的心聲：海洋散文集》，幼獅文化，2013年11月1日出版
5. 《漫畫與文學的火花》，幼獅文化，2016年1月5日出版
6. 《沒有掌聲的討海人：走過八斗子海灣60年》，遠景，2020年2月3日出版
7. 《北方海岸的漁村故事》，國立臺灣海洋大學，2021年7月1日出版
8. 《台灣π：發現太平洋抹香鯨》，大塊文化，2024年2月21日出版
9. 《海洋台灣新地標：發現太平洋抹香鯨》，大塊文化，2025年1月21日出版

### 個人作品
1. 《討海人》，晨星，1996年6月29日出版
2. 《鯨生鯨世》，晨星，1997年6月30日出版
3. 《漂流監獄》，晨星，1998年4月30日出版
4. 《來自深海》，晨星，1999年2月28日出版
5. 《山海小城》，望春風，2000年10月1日出版
6. 《海洋遊俠─台灣尾的鯨豚》，印刻，2001年10月16日出版
7. 《台11線藍色太平洋》，聯合文學，2003年2月28日出版
8. 《漂島：一段遠航記述》，印刻，2003年12月24出版
9. 《尋找一座島嶼》，晨星，2005年3月14日出版
10. 《腳跡船痕》，印刻，2006年4月14日出版
11. 《海天浮沉》，聯合文學，2006年10月17日出版
12. 《領土出航》，聯合文學，2007年6月14日出版
13. 《後山鯨書》，聯合文學，2008年2月4日出版
14. 《南方以南：海生館駐館筆記》，聯合文學，2009年9月1日出版
15. 《飛魚‧百合》，有鹿文化，2009年12月28日出版
16. 《漏網新魚：一波波航向海的寧靜》，有鹿文化，2011年7月4日出版
17. 《回到沿海》，聯合文學，2012年2月1日出版
18. 《大島小島》，有鹿文化，2015年5月8日出版
19. 《海童：一本漂流的想像誌》，有鹿文化，2016年7月8日出版
20. 《黑潮漂流》，有鹿文化，2018年2月9日出版
21. 《十六歲的海洋課》，蔚藍文化，2019年7月5日出版
22. 《遇見花小香：來自深海的親善大使》，有鹿文化，2019年7月13日出版
23. 《23.97的海洋哲思課》，幼獅文化，2020年11月10日出版
24. 《最後的海上獵人》，聯經出版公司，2022年1月6日出版
25. 《魚夢魚：阿料的魚故事》，有鹿文化，2022年6月17日出版
26. 《天邊的目眉(海洋台語詩)》，有鹿文化，2025年5月9日出版

《討海人》、《鯨生鯨世》、《漂流監獄》、《來自深海》被稱為「海洋四部曲」。
《黑潮漂流》入選2018、2019法蘭克福書展臺灣館主題書區書單
。
《遇見花小香：來自深海的親善大使》入選2020法蘭克福數位書展臺灣館推薦作家_宣傳動畫廣告書單。
《遇見花小香：來自深海的親善大使》、《大島小島》、《海童：一本漂流的想像誌》、《黑潮漂流》、《十六歲的海洋課》入選2020法蘭克福數位書展臺灣館推薦出版品。

### 電影
參與紀錄片《夢想海洋》之拍攝工作，華聯國際，2015年9月18日上映。
為《男人與他的海》中主角之一 ，2021年4月1日上映。

## 獲獎紀錄
- 1993 中國時報散文評審獎：〈丁挽〉
- 1995 中國時報散文評審獎：〈鐵魚〉
- 1996 吳濁流文學獎小說正獎：〈三月三樣三〉
- 1996 聯合報讀書人最佳書獎：《討海人》
- 1997 聯合報讀書人最佳書獎：《鯨生鯨世》
- 1998 第一屆台北市文學獎文學年金獎
- 2003 第十二屆賴和文學獎[19]
- 2006 巫永福文學獎：《漂島：一段遠航記述》
- 2006 九歌年度散文獎：〈出航〉[20]
- 2011、2013 新加坡國家圖書館年度好文
- 2016 花蓮縣文化薪傳獎 (文學類)
- 2018 當代（1997-2017）臺灣十大散文家（「鹽分地帶文學」雙月刊主辦）
- 2018 國立花蓮高中第二屆傑出校友
- 2019 法蘭克福書展邀訪作家
- 2019 第41屆吳三連獎「文學獎散文類」
- 2022 九歌年度小說獎：〈雙魚〉、〈赤那鼻〉、〈桃花〉、〈食戒〉

## 外部連結
- 大紀元新聞網-九歌年度散文小說獎頒獎 廖鴻基等人得獎 （页面存档备份，存于）
- 文學的廖鴻基
- 資深海王子來了！【海洋‧視野‧無限】廖鴻基系列活動 （页面存档备份，存于）
- 廖鴻基腳跡船痕─航出去的海洋文學 （页面存档备份，存于）
- 國家文化資料庫 （页面存档备份，存于）